# Чемпіонат України з легкої атлетики 2015
Чемпіонат України з легкої атлетики 2015 серед дорослих був проведений з 30 липня по 1 серпня в Кіровограді на стадіоні «Зірка».

## Призери основного чемпіонату

### Чоловіки
| Дисципліни                | Золото                                                                                          | Золото   | Срібло                                                                                     | Срібло   | Бронза                                                                       | Бронза   |
| ------------------------- | ----------------------------------------------------------------------------------------------- | -------- | ------------------------------------------------------------------------------------------ | -------- | ---------------------------------------------------------------------------- | -------- |
| 100 метрів                | Віталій Корж Сумська область                                                                    | 10,37    | Роман Кравцов Запорізька область                                                           | 10,39    | Володимир Супрун Сумська область                                             | 10,40    |
| 200 метрів                | Віталій Корж Сумська область                                                                    | 20,87    | Еміль Ібрагімов Чернівецька область                                                        | 21,10    | Володимир Супрун Сумська область                                             | 21,37    |
| 400 метрів                | Віталій Бутрим Сумська область                                                                  | 45,77    | Євген Гуцол Волинська область                                                              | 46,33    | Данило Даниленко Донецька область                                            | 46,80    |
| 800 метрів                | Роман Ярко Житомирська область                                                                  | 1.51,27  | Станіслав Сеник Івано-Франківська область                                                  | 1.51,77  | В'ячеслав Олішевський Житомирська область                                    | 1.51,90  |
| 1500 метрів               | Станіслав Маслов Київська область                                                               | 3.42,97  | Олег Каяфа Хмельницька область                                                             | 3.42,93  | Іван Стребков Тернопільська область                                          | 3.43,16  |
| 5000 метрів               | Станіслав Маслов Київська область                                                               | 13.53,99 | Єгор Жуков Хмельницька область                                                             | 13.54,37 | Богдан Семенович Київська область                                            | 13.56,55 |
| 110 метрів з бар'єрами    | Артем Шаматрин Київ                                                                             | 13,81    | Сергій Копанайко Київ                                                                      | 14,07    | Максат Кандимов АР Крим                                                      | 14,18    |
| 400 метрів з бар'єрами    | Станіслав Мельников Одеська область                                                             | 49,62    | Денис Нечипоренко Черкаська область                                                        | 50,30    | Анатолій Синянський Одеська область                                          | 50,74    |
| 3000 метрів з перешкодами | Ілля Сухарєв Донецька область                                                                   | 8.35,21  | Василь Коваль Житомирська область                                                          | 8.47,97  | Павло Олійник Чернігівська область                                           | 9.01,59  |
| 4×100 метрів              | Харківська областьВолодимир Кожухівський Ярослав Ісаченков Олексій Марченко Олександр Устименко | 41,37    | Кіровоградська областьВадим Скворцов Денис Тесленко Віталій Пархоменко Олександр Абраменко | 41,60    | Запорізька областьДмитро Ураков Сергій Костенко Олексій Рємєнь Данило Курта  | 41,89    |
| 4×400 метрів              | Житомирська областьМаксим Костічев Андрій Острогляд Назарій Дзюбенко Роман Ярко                 | 3.12,63  | Дніпропетровська областьІгор Луковський Микола Дем'яненко Антон Пузанов Денис Тесленко     | 3.14,38  | Львівська областьЮрій Трохимчук Олексій Мацкевич Артур Назарук Андрій Тиндик | 3.16,89  |
| Стрибки у висоту          | Дмитро Яковенко Кіровоградська область                                                          | 2,25     | Андрій Проценко Херсонська область                                                         | 2,20     | Артур Колесник Миколаївська область                                          | 2,20     |
| Стрибки з жердиною        | Олександр Корчмід Київська область                                                              | 5,45     | Іван Єрьомін Дніпропетровська область                                                      | 5,35     | Богдан Демидов Дніпропетровська область                                      | 4,65     |
| Стрибки в довжину         | Тарас Неледва Луганська область                                                                 | 7,70     | Владислав Мазур Житомирська область                                                        | 7,60     | Ярослав Ісаченков Харківська область                                         | 7,57     |
| Потрійний стрибок         | Віктор Ястребов Київська область                                                                | 16,22w   | Андрій Станчев Київ                                                                        | 16,02    | Віктор Кузнєцов Київська область                                             | 15,89    |
| Штовхання ядра            | Віктор Самолюк Київська область                                                                 | 18,90    | Дмитро Савицький Одеська область                                                           | 17,29    | Андрій Семенов Одеська область                                               | 17,09    |
| Метання диска             | Микита Нестеренко Дніпропетровська область                                                      | 62,50    | Роман Рижий Дніпропетровська область                                                       | 59,35    | Станіслав Нестеровський Харківська область                                   | 55,15    |
| Метання молота            | Євген Виноградов Київ                                                                           | 74,45    | Сергій Регеда Київська область                                                             | 70,03    | Антон Крикун Черкаська область                                               | 68,86    |
| Метання списа             | Дмитро Косинський Київська область                                                              | 79,00    | Максим Богдан Волинська область                                                            | 78,10    | Микола Калюш Рівненська область                                              | 71,63    |

### Жінки
| Дисципліни                | Золото                                                                                  | Золото   | Срібло                                                                           | Срібло   | Бронза                                                                             | Бронза   |
| ------------------------- | --------------------------------------------------------------------------------------- | -------- | -------------------------------------------------------------------------------- | -------- | ---------------------------------------------------------------------------------- | -------- |
| 100 метрів                | Наталя Погребняк Харківська область                                                     | 11,09    | Олеся Повх Запорізька область                                                    | 11,36    | Наталія Строгова Луганська область                                                 | 11,42    |
| 200 метрів                | Наталя Погребняк Харківська область                                                     | 22,75    | Наталія Строгова Луганська область                                               | 23,17    | Христина Стуй Київ                                                                 | 23,35    |
| 400 метрів                | Наталія Пигида Київ                                                                     | 51,85    | Юлія Олішевська Житомирська область                                              | 52,86    | Ольга Бібік Київ                                                                   | 53,00    |
| 800 метрів                | Наталія Лупу Чернівецька область                                                        | 2.00,11  | Анастасія Ткачук Запорізька область                                              | 2.00,21  | Ольга Ляхова Полтавська область                                                    | 2.00,75  |
| 1500 метрів               | Тамара Твердоступ Полтавська область                                                    | 4.12,45  | Наталія Тобіас Донецька область                                                  | 4.17,26  | Ірина Бубняк Львівська область                                                     | 4.20,30  |
| 5000 метрів               | Валентина Жудіна Одеська область                                                        | 15.37,86 | Вікторія Погорєльська Харківська область                                         | 15.47,02 | Юлія Шматенко Херсонська область                                                   | 16.00,33 |
| 100 метрів з бар'єрами    | Анна Плотіцина Харківська область                                                       | 13,07w   | Юлія Должкова Дніпропетровська область                                           | 13,64w   | Оксана Шкурат Сумська область                                                      | 13,67w   |
| 400 метрів з бар'єрами    | Вікторія Ткачук Донецька область                                                        | 56,35    | Анна Рижикова Дніпропетровська область                                           | 56,86    | Марія Миколенко Чернігівська область                                               | 58,42    |
| 3000 метрів з перешкодами | Марія Шаталова Житомирська область                                                      | 9.42,34  | Наталія Солтан Тернопільська область                                             | 9.58,28  | Оксана Райта Львівська область                                                     | 10.29,25 |
| 4×100 метрів              | Харківська областьЛейля Аджаметова Олена Маляренко Катерина Слюсаренко Жанна Ярушевська | 47,40    | Збірна областей Марія Євтушенко Оксана Шкурат Марія Миколенко Ганна Красуцька    | 48,08    | Кіровоградська область Яна Качур Ганна Гвритішвілі Катерина Дзюбіна Марина Паладій | 48,31    |
| 4×400 метрів              | Вінницька областьЮлія Чехівська Джойс Коба Ольга Босак Наталія Березюк                  | 3.42,68  | Житомирська область Наталія Лупу Олександра Сіліна Марія Макашова Юлія Сухотська | 3.43,01  | Донецька областьМарина Дуць Олена Сідорська Наталія Пироженко Аліна Логвиненко     | 3.43,51  |
| Стрибки у висоту          | Оксана Окунєва Миколаївська область                                                     | 1,92     | Ірина Геращенко Київ                                                             | 1,86     | Ірина Коваленко Запорізька область                                                 | 1,83     |
| Стрибки з жердиною        | Марина Килипко Харківська область                                                       | 4,00     | Ганна Шелех Донецька область                                                     | 4,00     | Тетяна Гапішко Київська область                                                    | 3,70     |
| Стрибки в довжину         | Марина Бех Хмельницька область                                                          | 6,60     | Маргарита Твердохліб Донецька область                                            | 6,65     | Крістіна Гришутіна Київ                                                            | 6,51     |
| Потрійний стрибок         | Тетяна Пташкіна Луганська область                                                       | 13,70    | Руслана Цихоцька Чернівецька область                                             | 13,63    | Катерина Кравченко Дніпропетровська область                                        | 13,38    |
| Штовхання ядра            | Галина Облещук Івано-Франківська область                                                | 17,46    | Анна Самолюк Київська область                                                    | 15,10    | Юлія Саган Волинська область                                                       | 15,04    |
| Метання диска             | Наталія Семенова Донецька область                                                       | 59,82    | Вікторія Клочко Дніпропетровська область                                         | 56,38    | Ольга Абрамчук Дніпропетровська область                                            | 53,13    |
| Метання молота            | Альона Шамотіна Дніпропетровська область                                                | 68,17    | Ірина Секачова Київ                                                              | 67,60    | Ірина Новожилова Херсонська область                                                | 65,30    |
| Метання списа             | Катерина Дерун Київська область                                                         | 61,90    | Ганна Гацько-Федусова Запорізька область                                         | 60,96    | Тетяна Фетіскіна Київ                                                              | 53,32    |

## Окремі чемпіонати
Крім основного чемпіонату в Кіровограді, протягом року в різних містах України були також проведені чемпіонати України в окремих дисциплінах легкої атлетики серед дорослих спортсменів.

### Стадіонні дисципліни
- Зимовий чемпіонат України з легкоатлетичних метань 2015 був проведений 19-21 лютого в Мукачеві. Закарпатське місто вперше приймало подібні змагання, які були проведені у двох секторах: метання диска та молота — на стадіоні «Харчовик», а метання списа — у спортивно-оздоровчому комплексі міської ДЮСШ[4].
- Чемпіонат України з бігу на 10000 метрів 2015 був проведений 25 квітня в Черкасах на Центральному стадіоні.
- Чемпіонат України з легкоатлетичних багатоборств 2015 був проведений 8-10 червня в Кіровограді на стадіоні «Зірка».

#### Чоловіки
| Дисципліни               | Золото                              | Золото   | Срібло                                     | Срібло   | Бронза                                  | Бронза   |
| ------------------------ | ----------------------------------- | -------- | ------------------------------------------ | -------- | --------------------------------------- | -------- |
| Метання диска (зимовий)  | Олексій Семенов Донецька область    | 59,48    | Микита Нестеренко Дніпропетровська область | 57,94    | Іван Панасюк Тернопільська область      | 56,54    |
| Метання молота (зимовий) | Євген Виноградов Київ               | 74,32    | Андрій Мартинюк Черкаська область          | 67,18    | Олександр М'ягких Черкаська область     | 64,81    |
| Метання списа (зимовий)  | Олександр Ничипорчук Київ           | 77,22    | Дмитро Косинський Київська область         | 74,90    | Дмитро Шеремет Львівська область        | 70,34    |
| 10000 метрів             | Дмитро Лашин Київська область       | 29.08,48 | Богдан Семенович Київська область          | 29.22,05 | Микола Нижник Київ                      | 29.26,16 |
| Десятиборство            | Василь Іваницький Львівська область | 7414     | Сергій Ярохович Дніпропетровська область   | 7323     | Олександр Паламарчук Запорізька область | 7295     |

#### Жінки
| Дисципліни               | Золото                                   | Золото   | Срібло                                   | Срібло   | Бронза                                  | Бронза   |
| ------------------------ | ---------------------------------------- | -------- | ---------------------------------------- | -------- | --------------------------------------- | -------- |
| Метання диска (зимовий)  | Наталія Семенова Донецька область        | 58,55    | Вікторія Клочко Дніпропетровська область | 56,05    | Ольга Абрамчук Дніпропетровська область | 48,80    |
| Метання молота (зимовий) | Ірина Новожилова Херсонська область      | 66,02    | Наталія Золотухіна Черкаська область     | 59,03    | Римма Філімошкіна Донецька область      | 54,95    |
| Метання списа (зимовий)  | Ганна Гацько-Федусова Запорізька область | 58,88    | Ольга Голембовська Львівська область     | 39,62    | Ірина Новожилова Херсонська область     | 22,12    |
| 10000 метрів             | Ольга Скрипак Київ                       | 33.06,81 | Ольга Котовська Рівненська область       | 34.12,75 | Тетяна Кузубова Харківська область      | 34.30,18 |
| Семиборство              | Інна Синиця Полтавська область           | 5404     | Рімма Гордієнко Дніпропетровська область | 5337     | Дарина Слобода Київська область         | 5261     |

### Шосейна спортивна ходьба
- Зимовий чемпіонат України зі спортивної ходьби 2015 був проведений 14-15 березня в Івано-Франківську.
- Чемпіонат України зі спортивної ходьби на 20 кілометрів 2015 був проведений 13 червня в Олександрії.
- Чемпіонат України зі спортивної ходьби на 50 кілометрів 2015 був проведений 18 жовтня в Івано-Франківську.

#### Чоловіки
| Дисципліни                     | Золото                               | Золото  | Срібло                              | Срібло  | Бронза                                | Бронза  |
| ------------------------------ | ------------------------------------ | ------- | ----------------------------------- | ------- | ------------------------------------- | ------- |
| Ходьба 20 кілометрів (зимовий) | Андрій Ковенко Вінницька область     | 1:24.16 | Владислав Любченко Київська область | 1:26.15 | Сергій Світличний Сумська область     | 1:27.38 |
| Ходьба 20 кілометрів           | Іван Лосев Волинська область         | 1:22.37 | Андрій Ковенко Вінницька область    | 1:22.44 | Назар Коваленко Київська область      | 1:23.03 |
| Ходьба 35 кілометрів (зимовий) | Олексій Казанін Волинська область    | 2:39.10 | Ігор Сахарук Волинська область      | 2:43.16 | Олексій Білорус Житомирська область   | 2:45.40 |
| Ходьба 50 кілометрів           | Андрій Гречковський Київська область | 3:53.53 | Ігор Сахарук Волинська область      | 3:55.34 | Мар'ян Закальницький Київська область | 3:57.18 |

#### Жінки
| Дисципліни                     | Золото                            | Золото  | Срібло                          | Срібло  | Бронза                              | Бронза  |
| ------------------------------ | --------------------------------- | ------- | ------------------------------- | ------- | ----------------------------------- | ------- |
| Ходьба 20 кілометрів (зимовий) | Надія Боровська Волинська область | 1:32.35 | Олена Шумкіна Волинська область | 1:35.11 | Інна Кашина Сумська область         | 1:35.58 |
| Ходьба 20 кілометрів           | Надія Боровська Волинська область | 1:33.10 | Інна Кашина Сумська область     | 1:34.48 | Василина Вітовщик Волинська область | 1:35.59 |

### Крос, гірський біг та трейл
- Весняний чемпіонат України з кросу 2015 був проведений 6 березня в Цюрупинську[5].
- Осінній чемпіонат України з кросу 2015 був проведений 13-14 листопада в Луцьку[6].
- Чемпіонати України з гірського бігу (вгору-вниз) 2015 були проведені 31 травня в Славському[7].
- Чемпіонат України з трейлу 2015 був проведений 27 вересня в Києві. Змагання стали першим в історії національним чемпіонатом з трейлу[8].

#### Чоловіки
| Дисципліни                      | Золото                             | Золото  | Срібло                                 | Срібло  | Бронза                                     | Бронза  |
| ------------------------------- | ---------------------------------- | ------- | -------------------------------------- | ------- | ------------------------------------------ | ------- |
| Крос 4 км (весняний)            | Павло Олійник Чернігівська область | 12.23   | Сергій Рибак Харківська область        | 12.31   | Дмитро Дідоводюк Івано-Франківська область | 12.34   |
| Крос 10 км (весняний)           | Руслан Савчук Полтавська область   | 32.40   | Ігор Порозов Хмельницька область       | 32.51   | Юрій Грицак Миколаївська область           | 33.04   |
| Крос 4 км (осінній)             | Роман Ростикус Львівська область   | 11.37   | Володимир Киц Київська область         | 11.40   | Василь Коваль Житомирська область          | 11.47   |
| Крос 10 км (осінній)            | Дмитро Лашин Київська область      | 30.46   | Василь Коваль Житомирська область      | 30.52   | Руслан Савчук Полтавська область           | 30.57   |
| Гірський біг 12 км (вгору-вниз) | Вадим Рогозовський Київ            | 57.14   | Андрій Борис Івано-Франківська область | 58.04   | Сергій Расчупкін Закарпатська область      | 58.20   |
| Трейл 30 км                     | Руслан Красовський Сумська область | 1:38.39 | Олександр Марчук Вінницька область     | 1:41.01 | Олег Якимчук Чернігівська область          | 1:44.34 |

#### Жінки
| Дисципліни                     | Золото                                    | Золото  | Срібло                                 | Срібло  | Бронза                                   | Бронза  |
| ------------------------------ | ----------------------------------------- | ------- | -------------------------------------- | ------- | ---------------------------------------- | ------- |
| Крос 4 км (весняний)           | Марія Ходаківська Київська область        | 14.24   | Валерія Зіненко Полтавська область     | 14.43   | Діана Киричук Миколаївська область       | 15.00   |
| Крос 8 км (весняний)           | Тетяна Вернигор Харківська область        | 29.48   | Юлія Шматенко Херсонська область       | 30.24   | Вікторія Хапіліна Київська область       | 30.37   |
| Крос 4 км (осінній)            | Вікторія Погорєльська Харківська область  | 13.41   | Наталія Легонькова Хмельницька область | 13.54   | Наталія Батрак Харківська область        | 14.23   |
| Крос 8 км (осінній)            | Дар'я Михайлова Київська область          | 28.59   | Юлія Ігнатова Миколаївська область     | 29.27   | Валентина Кілярська Миколаївська область | 30.18   |
| Гірський біг 8 км (вгору-вниз) | Оксана Угринчук Івано-Франківська область | 45.59   | Марія Модлинська Київ                  | 49.52   | Оксана Петрова Львівська область         | 51.36   |
| Трейл 30 км                    | Оксана Рябова Чернігівська область        | 2:10.54 | Оксана Тасанова Київ                   | 2:11.28 | Наталія Подольчак Київ                   | 2:48.46 |

### Шосейний біг
- Чемпіонат України з бігу на 1 милю 2015 був проведений 27 вересня у Чернівцях[9].
- Чемпіонат України з бігу на 10 кілометрів 2015 був проведений 20 вересня у Львові[10].
- Чемпіонат України з напівмарафону 2015 був проведений 9 травня у Ковелі[11].
- Чемпіонат України з марафонського бігу 2015 був проведений 4 жовтня у Білій Церкві в межах Білоцерківського марафону[12].
- Чемпіонат України з бігу на 50 кілометрів 2015 був проведений 23 травня у Вишгороді.
- Чемпіонат України з бігу на 100 кілометрів 2015 був проведений 23 травня у Вишгороді.
- Чемпіонат України з 12-годинного бігу 2015 був проведений 19 вересня в Києві.
- Чемпіонат України з добового бігу 2015 був проведений 19-20 вересня в Києві.
- Чемпіонат України з 48-годинного бігу 2015 був проведений 27-29 червня у Вінниці.

#### Чоловіки
| Дисципліни      | Золото                                   | Золото     | Срібло                                 | Срібло  | Бронза                                      | Бронза  |
| --------------- | ---------------------------------------- | ---------- | -------------------------------------- | ------- | ------------------------------------------- | ------- |
| 1 миля          | Станіслав Маслов Київська область        | 4.33,11    | Володимир Киц Київська область         | 4.38,01 | В'ячеслав Олішевський Київська область      | 4.38,39 |
| 10 кілометрів   | Сергій Лебідь Київська область           | 28.15      | Дмитро Сірук Рівненська область        | 28.40   | Дмитро Дідоводюк Івано-Франківська область  | 28.42   |
| Напівмарафон    | Роман Романенко Дніпропетровська область | 1:06.04    | Юрій Русюк Волинська область           | 1:06.07 | Дмитро Пожевілов Харківська область         | 1:09.33 |
| Марафон         | Ігор Олефіренко Київська область         | 2:12.03    | Олександр Сітковський Донецька область | 2:12.19 | Ігор Русс Київ                              | 2:12.47 |
| 50 кілометрів   | Роман Гаврилюк Закарпатська область      | 3:11.45    | Сергій Тарабан Сумська область         | 3:24.37 | Андрій Павелко Харківська область           | 3:31.15 |
| 100 кілометрів  | Павло Степаненко Волинська область       | 7:26.43    | Тарас Чорний Чернігівська область      | 8:32.18 | Сергій Ковальський Сумська область          | 8:35.45 |
| 12-годинний біг | Роман Гут Херсонська область             | 80,877 км  | Ілля Гут Херсонська область            | 69,009  | Сергій Купінець Львівська область           | 55,630  |
| Добовий біг     | Микола Крук Київ                         | 163,908 км | Олександр Лашин Київ                   | 156,744 | Олександр Парфенюк Дніпропетровська область | 146,923 |
| 48-годинний біг | Євген Малик Полтавська область           | 255,144 км | Михайло Український Запорізька область | 244,203 | Володимир Сухоставський Вінницька область   | 232,317 |

#### Жінки
| Дисципліни      | Золото                                  | Золото     | Срібло                             | Срібло  | Бронза                               | Бронза  |
| --------------- | --------------------------------------- | ---------- | ---------------------------------- | ------- | ------------------------------------ | ------- |
| 1 миля          | Наталія Прищепа Рівненська область      | 5.31,82    | Діана Киричук Миколаївська область | 5.32,57 | Анастасія Ткачук Запорізька область  | 5.33,21 |
| 10 кілометрів   | Юлія Ігнатова Миколаївська область      | 34.21      | Олена Федорова Київ                | 35.28   | Георгіна Кондур Закарпатська область | 40.25   |
| Напівмарафон    | Віта Потерюк Рівненська область         | 1:16.45    | Олена Шурхно Полтавська область    | 1:16.55 | Світлана Станко Рівненська область   | 1:20.00 |
| Марафон         | Ольга Котовська Рівненська область      | 2:35.35    | Світлана Станко Рівненська область | 2:40.04 | Віта Потерюк Рівненська область      | 2:46.55 |
| 50 кілометрів   | Марія Опріц Київ                        | 4:42.01    | Наталія Подольчак Київ             | 5:23.28 | Олеся Обідієнтова Білорусь           | 6:29.24 |
| 100 кілометрів  | Мія Скалига Київ                        | 10:57.39   | не вручалась[a]                    |         | не вручалась[a]                      |         |
| 12-годинний біг | Олена Яременко Дніпропетровська область | 71,256 км  | не вручалась[b]                    |         | не вручалась[b]                      |         |
| Добовий біг     | Ірина Петренко Київська область         | 142,170 км | Світлана Іпатко Київ               | 136,898 | Мія Скалига Київ                     | 133,787 |
| 48-годинний біг | Лариса Лабарткава Львівська область     | 239,224 км | Ірина Петренко Київська область    | 223,109 | Світлана Самаріна Київ               | 210,293 |

a  На старт забігу на 100 км на чемпіонаті України вийшла лише одна учасниця.
b  У 12-годинному забігу на чемпіонаті України фінішувала лише одна учасниця.

## Онлайн-трансляція
Легка атлетика України здійснювала вебтрансляцію основного чемпіонату (30 липня — 1 серпня) на власному YouTube-каналі.
- День 1 (ранкова сесія) на YouTube
- День 1 (вечірня сесія) на YouTube
- День 2 (ранкова сесія) на YouTube
- День 2 (вечірня сесія) на YouTube
- День 3 (вечірня сесія) на YouTube